# Lista de membros da Royal Society eleitos em 1667
Esta é uma lista de Membros da Royal Society eleitos em seu oitavo ano, 1667.

## Fellows
- William Aglionby (1642-1705)
- Theodor de Beringhen (n. 1644)
- Maurice Berkeley, 3rd Viscount Fitzhardinge (1628-1690)
- Charles Berkeley, 2nd Earl of Berkeley (1649-1710)
- Ismaël Bullialdus (1605-1694)
- Henry Clerke (1622-1687)
- Sir Clifford Clifton (1626-1670)
- John Collins (1625-1683)
- Sir William Curtius (1599-1678)
- John Downes (1627-1694)
- Sir Bernard Gascoigne (1614-1687)
- Thomas Harley (m. 1685)
- Sir Thomas Lake (1657-1711)
- Johann Borkman Leyonbergh (1625-1691)
- Richard Lower (1631-1691)
- Jacques du Moulin (m. 1686)
- Walter Needham (1631-1691)
- Nicholas Oudart (m. 1681)
- John Pearson (1613-1686)
- Pierre Petit (1594-1677)
- John Ray (1627-1705)
- Bullen Reymes (1613-1672)
- Sir Philip Skippon (1641-1691)
- Francis Smethwick (m. 1682)
- Sir William Soame (1644-1686)
- Sir Nicholas Stuart (1616-1710)
- Carlo Ubaldini (1665-1667)